# Glanbrücken

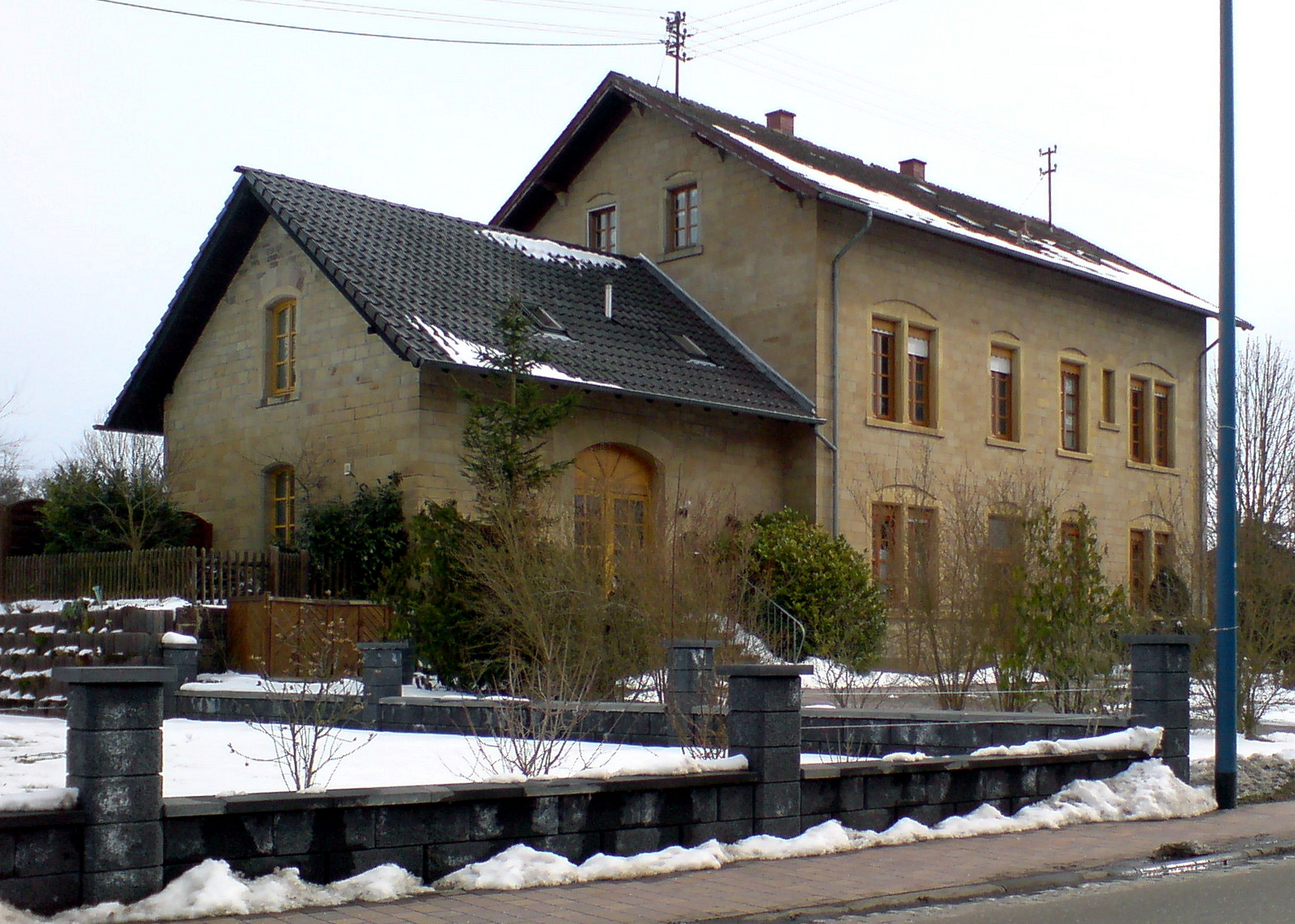
Der ehemalige Bahnhof in Niedereisenbach

Glanbrücken ist eine Ortsgemeinde im Landkreis Kusel in Rheinland-Pfalz. Sie gehört der Verbandsgemeinde Lauterecken-Wolfstein an.

## Geographie
Der Ort liegt am Glan in der Westpfalz. Er gliedert sich in die Ortsteile Hachenbach südlich des Glans und Niedereisenbach nördlich davon. Im Nordosten befindet sich Offenbach-Hundheim, im Südwesten Sankt Julian.

## Geschichte
Hachenbach wurde im Jahr 1150 erstmals urkundlich erwähnt. Es gehörte zur Grafschaft Veldenz, später zu Pfalz-Zweibrücken und nach der Französischen Revolution zu Bayern.
Niedereisenbach wurde 1336 als Ysenbach erstmals genannt. Bis zur Französischen Revolution gehörte der Ort den Freiherren von Kellenbach.
1816 kam der Ort zum Fürstentum Lichtenberg, einer neugeschaffenen Exklave des Herzogtums Sachsen-Coburg-Saalfeld beziehungsweise ab 1826 des Herzogtums Sachsen-Coburg und Gotha. Mit diesem fiel er 1834 an Preußen, das aus diesem Gebiet den Kreis St. Wendel schuf. Nach der Abtrennung des Hauptteils an das neugeschaffene Saargebiet entstand 1920 der Restkreis Sankt Wendel-Baumholder, zu dem der Ort bis 1937 gehörte, als er in den Kreis Birkenfeld eingegliedert wurde.
Am 7. Juni 1969 wurde aus den beiden Gemeinden Hachenbach (damals 185 Einwohner) und Niedereisenbach (349 Einwohner) die Gemeinde Glanbrücken im Landkreis Kusel neu gebildet.
Bevölkerungsentwicklung
Die Entwicklung der Einwohnerzahl von Glanbrücken bezogen auf das heutige Gemeindegebiet; die Werte von 1871 bis 1987 beruhen auf Volkszählungen:
| Jahr | Einwohner |
| ---- | --------- |
| 1815 | 348       |
| 1835 | 530       |
| 1871 | 510       |
| 1905 | 569       |
| 1939 | 558       |
| 1950 | 615       |
| 1961 | 576       |

| Jahr | Einwohner |
| ---- | --------- |
| 1970 | 546       |
| 1987 | 535       |
| 1997 | 525       |
| 2005 | 523       |
| 2011 | 488       |
| 2017 | 480       |
| 2023 | 480       |

## Politik

### Gemeinderat
Der Gemeinderat in Glanbrücken besteht aus acht Ratsmitgliedern, die bei der Kommunalwahl am 9. Juni 2024 in einer Mehrheitswahl gewählt wurden, und dem ehrenamtlichen Ortsbürgermeister als Vorsitzendem.

### Bürgermeister
Uli Röder wurde am 15. Juli 2024 Ortsbürgermeister von Glanbrücken.

### Wappen
| Wappen von Glanbrücken | Blasonierung: „Von Blau und Schwarz durch einen silbernen von links verlaufenden Wellenbalken geteilt. Oben ein goldener zunehmender Mond unter einer schwebenden goldenen Brücke, unten ein rot bezungter, goldener Löwe.“ |
| Wappen von Glanbrücken | |

## Wirtschaft und Infrastruktur
Durch den Ort verläuft die Bundesstraße 420. Von 1904 bis 1985 waren die beiden Ortsteile über den Bahnhof Niedereisenbach-Hachenbach an die Glantalbahn angebunden. In Lauterecken ist ein Bahnhof der Lautertalbahn.